# 彼方からのもの
『彼方からのもの』（かなたからのもの、原題：英: The Hunters from Beyond）は、アメリカ合衆国のホラー小説家クラーク・アシュトン・スミスによる短編ホラー小説。『ストレンジ・テールズ』1932年10月号に掲載された。
フィリップ・ハステイン主人公の作品の一つ。クトゥルフ神話のパターンである、堕落芸術家ジャンルの作品。
ハステインは『歌う炎の都市』でも語り手を務め、いわばスミスの作中における分身とみなされている。ラヴクラフトはスミスを「アトランティスの大神官、クラーカッシュ＝トン」と愛称をつけていたが、クラーカッシュ＝トンがスミスの作品に登場したことはない。
スミスは多芸なアーティストであり、彫刻にも熱中したが、それは1934年以降のことであり、本作を手掛けた当時は彫刻を始めてはいなかった。

## あらすじ
親戚であるシプリアン・シンコールに招待され、わたし（フィリップ・ハステイン）はサンフランシスコにやって来る。顔見知りの書店でゴヤの画集をみつけたところ、おぞましい幻影を目撃する。だがその怪物の姿は、店主には見えていなかった。自分以外には、悪臭も、本を汚す粘液も、知覚できていないということに、幻覚か、幽霊か、わたしは自分の正気を疑う。
彫刻家シプリアンはアトリエを構えており、到着したわたしは、前会ったときと彼の雰囲気が様変わりしていることに驚く。シプリアンは痩せて顔つきも険しくなり、鬼気迫るような気配をまとっていた。神話や迷信をテーマにしている彫刻作品には、かつての凡庸さがなくなっており、天才めいていたが、あまりにもグロテスクである。シプリアンはわたしに「あなたは頭がよく、想像力が豊かだが、体験していない」と語り、作りかけの彫刻を見せる。その作品は七匹の怪物から成り、何匹かは未完成で、何よりもわたしが先ほど書店で幻視した怪物にそっくりであった。わたしは間違いなく傑作と判断するも、賞賛よりも嫌悪の方が上回っていた。シプリアンはこの作品を「彼方から狩り立てるもの」と題するつもりと説明する。わたしは、彼がいったい何をしようとしているのか、予想がつかず困惑する。
アトリエを出たところ、彼のモデルであるマータ・フィッツジェラルドが、名乗ってわたしに話しかけてくる。彼女はシプリアンを愛していると言い、だが彼が以前とはまるで変貌していることを心配する。彼女はシプリアンが何か恐ろしいものを作っていることを怖がっており、わたしに彼を説得するよう頼んでくるも、わたしは芸術家の題材に干渉することはできないとしか言えなかった。
わたしはホテルに宿泊するも、悪夢にうなされ、目を覚ますとベッドの足元に幻影の怪物がいた。シプリアンからの電話が鳴り、マータが消えてしまったことを伝えられ、すぐ来てくれと叫ぶ彼の元に、わたしは恐怖を感じつつも向かう。
シプリアンは、作品を「実物を見て」作っていたことを告白する。彼はやつらを異世界から呼び出していた。今日もまたマータをモデルに作品を作っていると、やつらが現れてマータを取り囲んだと言い、シプリアンは非物質存在のやつらがマータに危害を加えることなどできないと嘗めていたが、マータが連れ去られてしまったと説明する。
何もできずにアトリエで呆然とするだけのわたしとシプリアンであったが、突然マータが戻ってくる。シプリアンは喜ぶも、すぐに現実を理解することとなる。彼女は蒼褪め、抜け殻になっていた。異次元で心身を蹂躙され尽くしたマータは、あまりの恐怖に発狂し、全てを忘却して虚ろな像と化した。シプリアンは絶望の涙を流しながら、木槌を手に取り、作りかけの怪物像を粉々に砕く。

## 主な登場人物・用語
- わたし（フィリップ・ハステイン（英語版）） - 語り手。怪奇作家。
- シプリアン・シンコール - 遠縁の親族。彫刻家。「ポウやラヴクラフトやボードレールが文学で、ロップスやゴヤが絵画でやりとげたことを、彫刻でなしとげたかった」と語る[2]。
- マータ・フィッツジェラルド - アイルランドとイタリアの混血。シプリアンの彫刻のモデルであり恋人。
- トウルマン - 書店の主。頭頂部の薄い小男。わたしとは顔見知り。
- 異次元の生物 - シプリアンが召喚した怪物たち。何十匹もいる。やつらの側から物理的な干渉はできないため、おぞましいが無害であると、シプリアンは嘗めていた。
- 「彼方から狩り立てるもの」 - シプリアンの新作。七匹の怪物が、全裸の女に群がるという、グロテスクな傑作。

## 収録
- 青心社『クトゥルー3』三宅初枝訳、「彼方からのもの」
- 青心社『クトゥルーVI 幻妖の創造』東谷真知子訳「彼方からの猟犬」
- 創元推理文庫『アヴェロワーニュ妖魅浪漫譚』大瀧啓裕訳、「彼方から狩り立てるもの」

## 関連作品
- 歌う炎の都市 - CAスミス作。本作同様にフィリップ・ハステインを語り手とする。
- 喰らうものども - FBロング作。怪物描写が似ている。
- ピックマンのモデル - HPラヴクラフト作。

東雅夫は、『ピックマンのモデル』の彫刻家バージョンと表現し、フランク・ベルナップ・ロングの怪物から影響を受けたことを指摘している。